# SBS戀人系列
《戀人系列》是韓國SBS於2004年至2007年期間播放的三套由申宇哲執導、金銀淑編劇，以戀人為題材的電視劇。
| 劇名           | 原文名 | 韓國首播      | 香港首播 | 臺灣首播      |
| 《巴黎戀人》   |        | 2004年6月12日 | 2005年   | 2005年1月5日  |
| 《布拉格戀人》 |        | 2005年9月24日 | 2006年   | 2006年5月5日  |
| 《戀人》       |        | 2006年11月8日 | 2007年   | 2008年1月17日 |

## 巴黎戀人
- 首播：2004年6月5日 至 2004年8月15日
- 時段：韓國時間逢星期六、日，晚上9時45分
- 導演：申宇哲
- 編劇：金銀淑、姜恩正
- 主演：新陽、金諪恩、李東健
- 集數：20集
- 收視：57.4%[1]（最高）

## 布拉格戀人
- 首播：2005年9月24日 至 2005年11月20日
- 時段：韓國時間逢星期六、日，晚上9時45分
- 導演：申宇哲、金亨植
- 編劇：金銀淑
- 主演：全道嬿、金柱赫、金民俊、尹世雅
- 集數：18集
- 收視：30.3%（最高）

## 戀人
- 首播：2006年11月8日 至 2007年1月11日
- 時段：韓國時間逢星期三、四，晚上9時55分
- 導演：申宇哲
- 編劇：金銀淑
- 主演：李瑞鎮、金諪恩、鄭燦、金奎梨
- 集數：20集
- 收視：25.3%（最高）、17.2%（平均）

## 外部連結
- 巴黎戀人韓國官方網站（页面存档备份，存于） 
- 布拉格戀人韓國官方網站（页面存档备份，存于） 
- 戀人韓國官方網站（页面存档备份，存于） 